# Friedrich Kraft (Politiker)
Johann Christian Friedrich Kraft (* 7. April 1807 in Friedberg; † 7. September 1874 in Darmstadt) war ein hessischer Richter und Politiker und Abgeordneter der 2. Kammer der Landstände des Großherzogtums Hessen.

## Familie
Friedrich Kraft war der Sohn des Syndikus und Landrichters in Grünberg Ludwig August Christian Kraft und dessen Ehefrau Maria Magdalena, geborene Eich. Kraft, der evangelischen Glaubens war, heiratete am 3. März 1833 Dora (Dorothea) geborene Kleberger (1810–1880).

## Beruf
Kraft studierte Rechtswissenschaften und schloss das Studium mit der Promotion zum Dr. jur. ab. Während seines Studiums wurde er im Wintersemester 1823/24 Mitglied der Alten Gießener Burschenschaft Germania. Er war 1829 Akzessist am Hofgericht Gießen und wurde dort 1832 Assessor mit Stimmrecht. 1835 wurde er zum Mitglied des Gerichts und zum Hofgerichtsrat ernannt. Ab 1866 war er Advokat am Hofgericht Gießen. 1870 wechselte er als Rat zum Oberappellations- und Kassationsgericht Darmstadt und wurde 1873 Präsident des Hofgerichts Darmstadt.

## Politik
Von 1851 bis 1856 gehörte er der Zweiten Kammer der Landstände an. Er wurde für den Wahlbezirk Oberhessen 4/Gladenbach gewählt. 1866 bis 1872 war er erneut Landtagsabgeordneter. Nun vertrat er den Wahlbezirk Oberhessen 11/Butzbach (der Wahlbezirk Gladenbach war 1866 an Preußen gefallen). In den Ständen vertrat er liberale und konservative Positionen.

## Ehrungen
- 1864: Verdienstorden Philipps des Großmütigen, Ritterkreuz 1. Klasse
- Die Kraftsruhe ist nach ihm benannt